# Julian Press
Julian Press (* 1960) ist ein deutscher Kinderbuch-Autor und Illustrator. Er ist Sohn von Hans Jürgen Press.

## Leben
Press studierte in Hamburg an der Fachhochschule Grafik und Illustration. Anschließend volontierte er in einem Jugendbuchverlag und arbeitete dann für Jugendzeitschriften und in einer Werbeagentur.
Wie sein Vater schrieb und zeichnete er für Kinder und entwarf Ratekrimis und Wimmelbilder.
Nach längerem Aufenthalt in Brüssel lebt er heute mit seiner Familie in Hamburg.